# Caserne Monge
La caserne Monge, anciennement caserne Mouffetard, est une caserne parisienne. Elle a été construite à l'emplacement du couvent des religieuses hospitalières de Notre-Dame de la Miséricorde. Elle abrite une unité de la Garde républicaine.

## Situation et accès
La caserne Monge est située dans le 5e arrondissement. Elle est délimitée par la rue Ortolan au nord, la rue Gracieuse à l'est, une voie de desserte privée au sud et la rue Mouffetard à l'ouest. Elle est accessible depuis le no 61 rue Mouffetard et le no 21 rue Gracieuse, sur la place Monge.

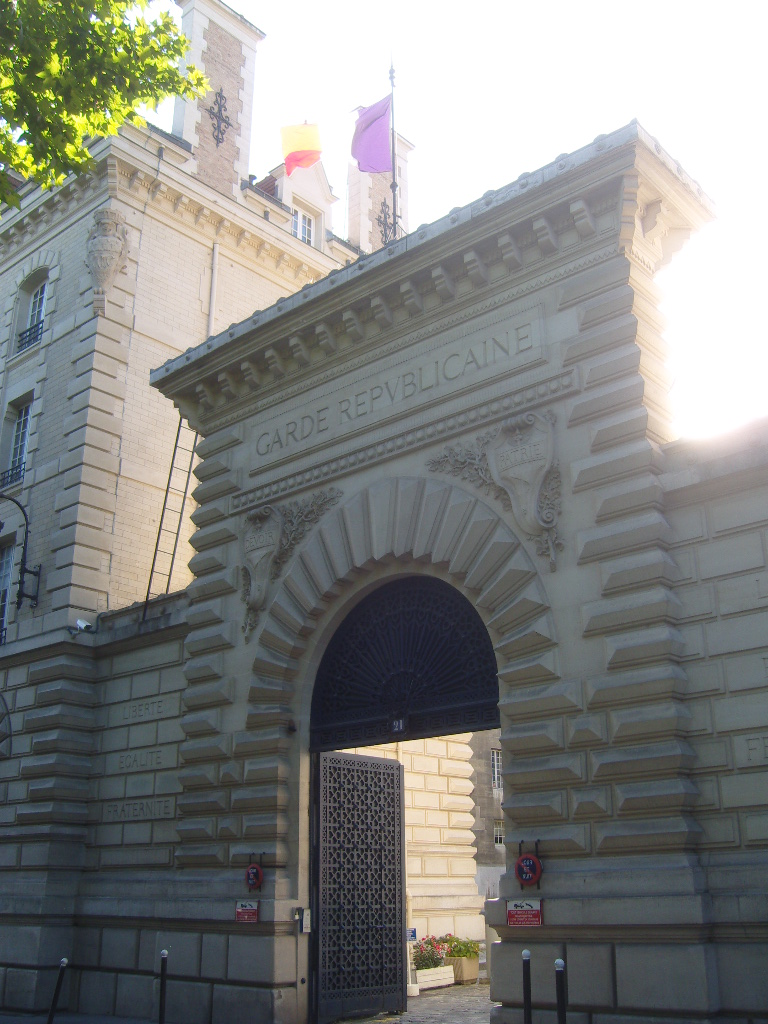
Entrée depuis la Place Monge.
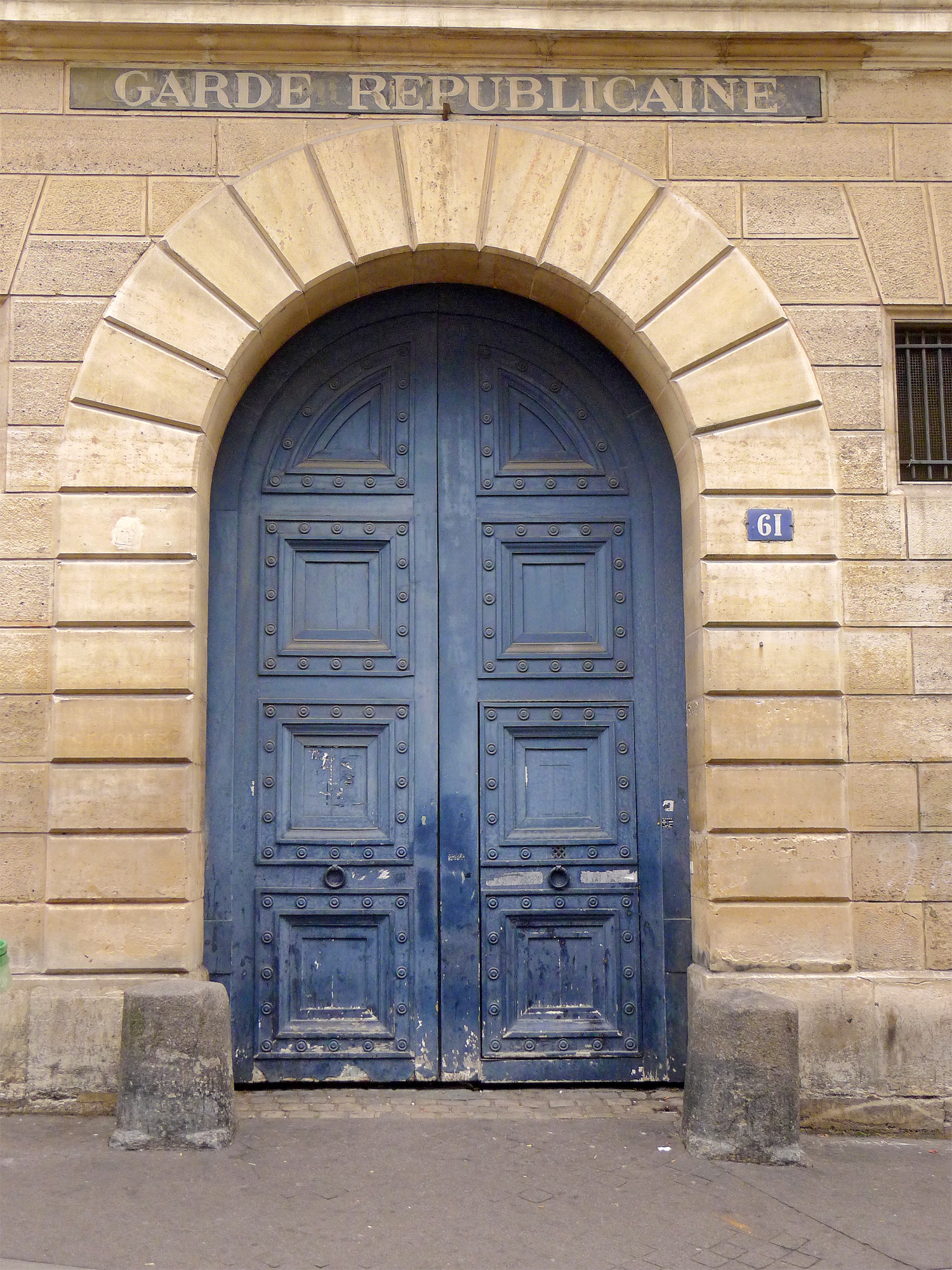
Entrée rue Mouffetard.

## Historique
Le couvent des religieuses hospitalières de Notre-Dame de la Miséricorde, dites de Saint-Julien et de Sainte-Basilisse, est détruit de 1824 à 1830 et à son emplacement est construite une caserne de gendarmerie sur les plans de Hubert Rohault de Fleury. La caserne fut vendue le 26 mars 1840, par l'administration des hospices à la ville de Paris, moyennant 154 366 francs.
Elle été occupée, en 1821, par la 6e compagnie de la gendarmerie royale de la ville de Paris, puis par la Garde municipale de Paris, l'infanterie de ligne, en 1830,.
Cette nouvelle caserne accueillit la Garde municipale de Paris puis la garde républicaine,,,. L'ouverture de la rue Ortolan, décidée en 1884, dégage le côté nord de la caserne. En 1886, elle est agrandie par l'adjonction de deux bâtiments construits sur la place Monge,. L'entrée principale est alors transférée sur cette place. La caserne Mouffetard est rebaptisée caserne Monge en 1933.